# Armée de l'Arkansas
L'armée de l'Arkansas est une armée de l'Union qui sert sur le théâtre du trans-Mississippi pendant la guerre de Sécession. Cette force agit exclusivement dans l'état de l'Arkansas.

## Histoire
L'armée de l'Arkansas est créée le 27 juillet 1863 avec le major général Frederick Steele à son commandement. L'armée est créée dans la foulée des victoires de l'Union à Pea Ridge, Prairie Grove et de Vicksburg. Elle est composée de troupes des régions occupées par l'Union de l'État de l'Arkansas. Le général Steele conduit l'armée lors des deux plus importantes campagnes : l'expédition de Little Rock et l'expédition de Camden. À Little Rock dans l'armée est composée de trois divisions, sous les ordres de John W. Davidson, Adolph Engelmann (en) et Samuel A. Rice (en).
Au cours de l'expédition de Camden, l'armée est composée d'un corps - le VII corps - et les deux sont pratiquement identiques. Elle est composée des divisions de Frederick Salomon (en), John M. Thayer et Eugene A. Carr.
Steele est remplacé en tant que commandant de l'armée le 22 décembre 1864 par le major général Joseph J. Reynolds. Reynolds commande l'armée pendant le raid de Price dans le Missouri, mais ses troupes sont activement impliquées dans la poursuite de l'Union. Reynolds reste à son commandement jusqu'à la fin de la guerre.

## Commandants
- Major général Frederick Steele (27 juillet 1863 - 22 décembre 1864)
- Major général Joseph J. Reynolds (22 décembre 1864 - 1er août 1865)

## Grandes Batailles
- Bataille de Bayou Fourche (Steele)
- Expédition de Camden (Steele)